# Omaezaki
Omaezaki (御前崎市 -shi) é uma cidade japonesa localizada na província de Shizuoka.
Em 2004 a cidade tinha uma população estimada em 36 992 habitantes e uma densidade populacional de 562,36 h/km². Tem uma área total de 65,78 km².
Recebeu o estatuto de cidade a 1 de Abril de 2004.